# Two Door Cinema Club
Two Door Cinema Club is een electropop-indierockband uit de Noord-Ierse plaatsen Bangor en Donaghadee. De band werd opgericht in 2007 en wordt vertegenwoordigd door het Franse platenlabel Kitsuné Music. Via deze maatschappij werd in maart 2010 het debuutalbum Tourist History uitgebracht. Two Door Cinema Club bestaat uit Sam Halliday (Gitaar, achtergrondzang), Alex Trimble (zang, rhythm gitaar, beats, synthesizer) en Kevin Baird (bas, achtergrondzang).

## Geschiedenis
Trimble en Halliday gingen samen naar school op de Bangor Grammar School. Ze ontmoetten Baird toen hij meisjes probeerde te versieren die zij kenden. De jongens bezochten regelmatig de Tudor Cinema, een lokale bioscoop. Toen ze nadachten over een bandnaam, wilden ze zich dan ook de Tudor Cinema Club noemen, maar door Hallidays verkeerde uitspraak van de naam van deze cinema ontstond de naam "Two Door Cinema Club". Na de oprichting van de band in 2007 kwam er langzaamaan steeds meer interesse voor hun muziek via hun MySpace. Hierop staakten ze hun universitaire opleidingen en begonnen ze muziek op te nemen in de studio. Aanvankelijk speelde de band met een drummer, maar toen deze vertrok, gingen ze verder als drietal en werden de drumgeluiden elektronisch. De ep Four Words To Stand On werd uitgebracht in januari 2009 en ontving positieve kritieken.
In juli 2009 begon Two Door Cinema Club met het opnemen van hun debuutalbum in de Londense Eastcote Studios. In september begon de band met het mixen van de plaat samen met Phillipe Zdar in zijn Motorbass-studio in Parijs. De tracklist van het album werd bekendgemaakt in januari 2010 in een interview met NME. Het album werd voorafgegaan door de singles Something Good Can Work, I Can Talk en Undercover Martyn.
Tijdens live-optredens wordt de band sinds eind 2009 ook weer vergezeld door een drummer (Benjamin Thompson); deze maakt echter officieel geen deel uit van Two Door Cinema Club.
In april 2012 onthulde de band dat een tweede album bijna voltooid was. Op 20 juni 2012 kondigde de band 'Beacon' aan als de titel van hun tweede studioalbum, samen met een releasedatum van 3 september 2012 in het Verenigd Koninkrijk en 4 september de wereldwijde releasedatum.
Op 19 juli 2012 werd "Sleep Alone" geselecteerd als de hoofdsingle van 'Beacon' en op 21 juli officieel vrijgegeven. De bijbehorende videoclip voor de single is op 8 augustus geüpload naar het YouTube-kanaal van de band.
Begin oktober 2012 werd bekendgemaakt dat de tweede single van het album die uit zou worden uitgebracht "Sun" zou zijn; deze werd uitgebracht op 18 november. De video voor "Sun" had zijn debuut gemaakt op het YouTube-kanaal van de band op 11 oktober 2012.
Op 14 juni 2016 kondigde Two Door Cinema Club via de officiële Facebookpagina aan dat hun nieuwe album, 'Gameshow', 14 oktober 2016 uit zal komen. Gelijktijdig met het aankondigen van het album, brachten zij de single 'Are We Ready? (Wreck)' uit. Nog twee singles, 'Bad Decisions' en het titelnummer 'Gameshow' werden voorafgaand aan het album uitgebracht en staan ook op de tracklijst.
In februari 2019 bracht de band een teaser-video uit op hun sociale media, waarin een aankomende release van een vierde album werd aangekondigd.
Op 18 maart 2019 bracht Two Door Cinema Club "Talk" uit, hun eerste single van het vierde album. Op 24 april 2019 bracht de band 'Satellite' uit en kondigde het nieuwe album False Alarm aan. Opvolgend kwam "Dirty Air", uitgebracht op 21 mei 2019. De vierde single, "Once", werd uitgebracht op 19 juni 2019. Het volledige album; "False Alarm", werd uitgebracht op 21 juni 2019.

## Discografie

### Albums
| Album met eventuele hitnotering(en) in de Nederlandse Album Top 100 | Datum van verschijnen | Datum van binnenkomst | Hoogste positie | Aantal weken | Opmerkingen |
| ------------------------------------------------------------------- | --------------------- | --------------------- | --------------- | ------------ | ----------- |
| Tourist History                                                     | 2010                  | 28-08-2010            | 72              | 1            |             |
| Beacon                                                              | 2012                  | 08-09-2012            | 18              | 4            |             |
| Gameshow                                                            | 2016                  | 22-10-2016            | 94              | 1            |             |

| Album met hitnotering(en) in de Vlaamse Ultratop 200 albums | Datum van verschijnen | Datum van binnenkomst | Hoogste positie | Aantal weken | Opmerkingen |
| ----------------------------------------------------------- | --------------------- | --------------------- | --------------- | ------------ | ----------- |
| Beacon                                                      | 2012                  | 08-09-2012            | 19              | 13           |             |
| Gameshow                                                    | 2016                  | 22-10-2016            | 88              | 1            |             |

### Ep
- Four Words to Stand On - 20 januari 2009, Kitsuné Music

### Singles
| Single met eventuele hitnotering(en) in de Nederlandse Top 40 | Datum van verschijnen | Datum van binnenkomst | Hoogste positie | Aantal weken | Opmerkingen |
| ------------------------------------------------------------- | --------------------- | --------------------- | --------------- | ------------ | ----------- |
| Changing of the Seasons                                       | 2013                  | 14-09-2013            | tip9            | -            |             |

| Single met hitnotering(en) in de Vlaamse Ultratop 50 | Datum van verschijnen | Datum van binnenkomst | Hoogste positie | Aantal weken | Opmerkingen |
| ---------------------------------------------------- | --------------------- | --------------------- | --------------- | ------------ | ----------- |
| Something Good Can Work                              | 2010                  | 17-07-2010            | tip23           | -            |             |
| Sleep Alone                                          | 2012                  | 04-08-2012            | tip41           | -            |             |
| Sun                                                  | 2012                  | 13-10-2012            | tip46           | -            |             |
| Changing of the Seasons                              | 2013                  | 05-10-2013            | tip59           | -            |             |
| Bad Decisions                                        | 2016                  | 17-09-2016            | tip             | -            |             |
| Talk                                                 | 2019                  | 29-06-2019            | tip             | -            |             |